# Hydrophoria albiceps
Hydrophoria albiceps är en tvåvingeart som först beskrevs av Johann Wilhelm Meigen 1826.  Hydrophoria albiceps ingår i släktet Hydrophoria och familjen blomsterflugor. Inga underarter finns listade i Catalogue of Life.